# 수암초등학교
수암초등학교(秀岩初等學校)는 대한민국 울산광역시 남구에 있는 공립 초등학교이다.

## 연혁
- 1979. 05. 17. 수암초등학교 설립 인가
- 1980. 12. 30. 후관 20교실 준공
- 1981. 03. 10. 개교 및 25학급 편성
- 1983. 12. 05. 경상남도 새마을교육 유공학교
- 1987. 03. 01. 병설 유치원 개원
- 1990. 03. 09. 교명 한자표기 변경(水岩→秀岩)
- 2002. 11. 21. 울산광역시교육청 지정 지역사회학교 연구학교
- 2008. 03. 01. 울산광역시교육청 지정 무용교육 연구학교(2년)
- 2008. 11. 25. 과학교육종합평가 우수학교
- 2011. 03. 01. 특수학급 1학급 편성
- 2011. 03. 01. 울산광역시교육청 지정 영재교육 정책연구학교(2년)
- 2013. 09. 01. 제13대 조대규 교장 취임
- 2014. 03. 01. VISION-6S 프로젝트형 인성교육 수업모델 연구학교(2년간)
- 2014. 03. 01. 30학급(특수 1학급 포함) 및 병설유치원 4학급 편성